# Choloepus
Choloepus es un género de mamíferos placentarios del orden Pilosa, el único de la familia Choloepodidae, conocidos vulgarmente como perezosos de dos dedos. Se conocen dos especies.

## Especies
- Choloepus didactylus
- Choloepus hoffmanni